# Josef Marek (architekt)

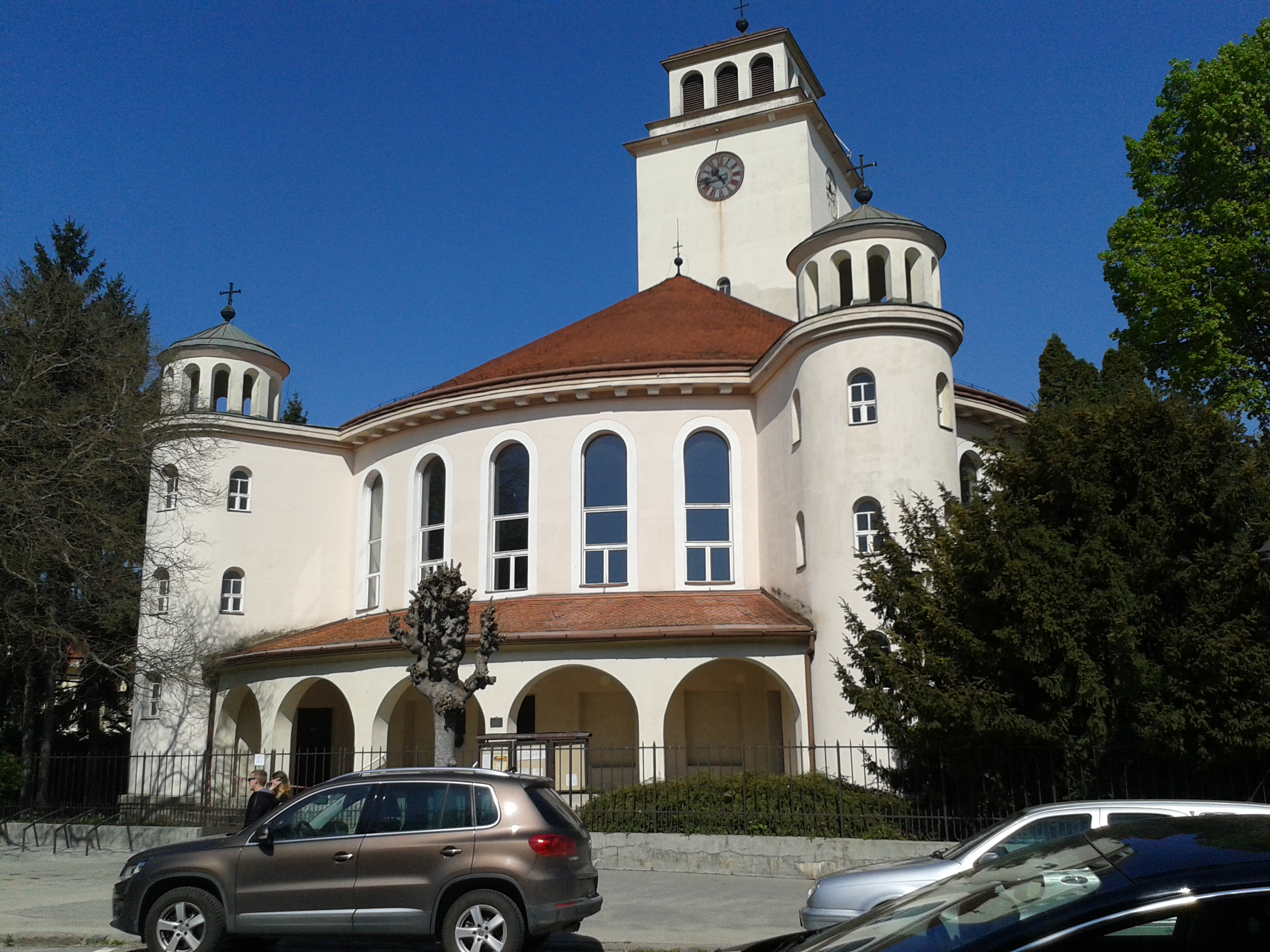
Evangelický kostel v Trnavě (1924)

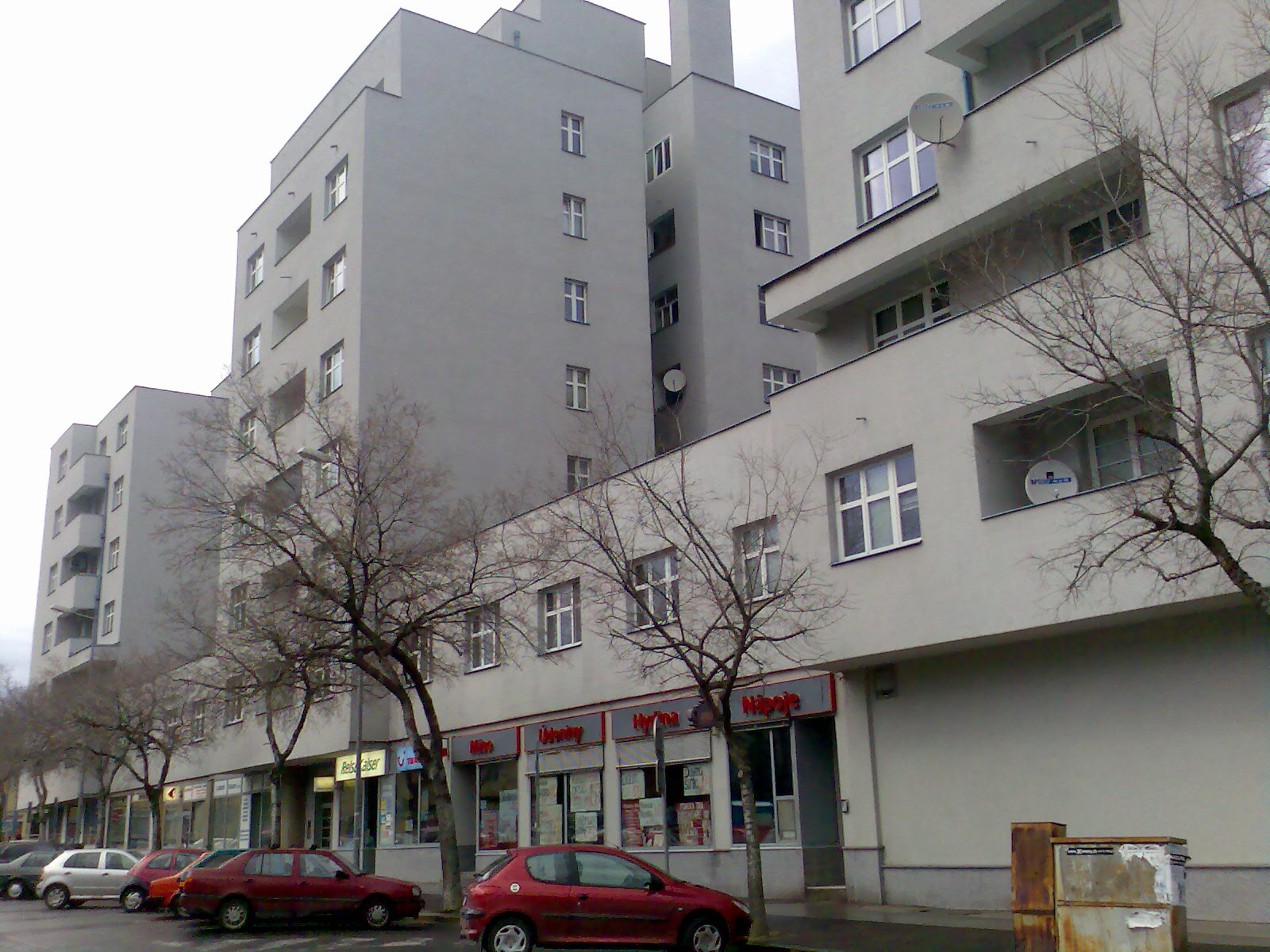
Obytný a obchodní blok Avion v Bratislavě (1929)

Josef Marek (17. ledna 1889 Petrovice - 17. ledna 1965 Brno) byl český architekt a urbanista, představitel slovenské meziválečné architektury a urbanismu.

## Život
- 1909 Absolvoval Vyšší školu stavitelskou v Brně
- 1910 - 1912 Praxe v ateliéru Dušana Jurkoviče
- 1912 - 1914 Studium architektury v Praze, žák profesora Kotěry
- 1919 Referent vládního komisariátu na ochranu památek v Bratislavě
- 1922 - 1925 Působení v Trnavě
- 1925 Vede projektovou kancelář v Bratislavě
- 1930 Vstoupil do Umelecké besedy slovenské
- 1940 - 1942 Pracuje v Linci a ve Vídni
- 1945 Stává se zaměstnancem Státního plánovacího a statistického úřadu v Bratislavě
- 1962 Návrat do Brna

### Studium
Moravský rodák z Petrovic absolvoval v roce 1909 vyšší školu stavitelskou v Brně. V letech 1910 - 1912 praxi v ateliéru Dušana Jurkoviče, po které pokračoval ve studiích architektury v Praze. Ty úspěšně ukončil v roce 1914.

### Příjezd na Slovensko
Do architektonického života vstoupil Josef Marek ještě před ukončením studií architektury v Praze. Na Slovensko přišel už jako třicetiletý, na podnět Dušana Jurkoviče. Měl za sebou nejen studia architektury, ale i zkušenosti dělostřeleckého důstojníka z první světové války. V roce 1919 se stal referentem na tehdejším ministerstvu s plnou mocí pro správu Slovenska, ve vládním komisariátu na ochranu památek, který vedl právě Jurkovič. Později působil na Referátu veřejných prací.

### Architektonické začátky
Po roce 1922 vedl Josef Marek v Trnavě projekční kancelář a vykonával stavební dozor na stavbě dělnické osady hutních závodů Coburg. Teprve po úspěchu v soutěži na Evangelický kostel, v roce 1923 v Trnavě, se osamostatnil a založil si vlastní projektovou kancelář. Do období Markových začátků patří i typy dělnických usedlostí pro pohorelce v Čataji a Breze u Námestova a dělnické domy pro železničáře v Novém Městě nad Váhom, kde je ještě vidět Jurkovičův vliv.

### Vrcholné období v tvorbě
V roce 1925 se Marek vrátil do Bratislavy. Na základě soutěžních návrhů projektoval pro tehdejší ministerstvo veřejných prací několik obytných domů pro úředníky a vojenské gážisty v Bratislavě, Košicích a Malackách. V tomto období dostal Marek ocenění za několik svých staveb. Pozoruhodnými jsou například Okresní zdravotní pojišťovna v Rožňavě, která představuje strohou puristickou architekturu s okny dělenými uprostřed jedinou horizontálou. Jednoznačný funkcionalistický charakter má další Markova větší realizace - Poštovní a telegrafní úřad v Nitře z roku 1928. K téměř zapomenutým patří návrh chirurgického pavilonu, jídelny a skleníků bývalého Šrobárova ústavu pro děti nemocné na TBC v Dolném Kubíně.
Své znalosti uplatnil při soutěži na zastavovací úpravu části města v bloku Michalské věže. Při svém řešení poukázal na své znalosti z oblasti památek, ale také na své urbanistické nadání. Za nejznámější Markovy dílo je považovaný takzvaný obytný a obchodní blok družstva železničních zaměstnanců Avion v Bratislavě. Ve své době patřil Avion k nejlépe řešeným a vybaveným obytným budovám na Slovensku.

### Přechod k urbanismu
Navzdory úspěchům v oblasti architektonické tvorby Marek postupně stále více inklinoval k urbanismu. Své městotvorné úvahy podněcoval i dalším studiem národohospodářství, sociologie a urbanismu a prostorového plánování. Bratislavská soutěž v roce 1930 byla důležitým impulsem k jeho definitivnímu obratu k problematice stavby měst. Jako člen regulační komise města se podílel na tvorbě urbanistických zásad rozvoje Prahy ve třicátých letech. V tomto období vypracoval takzvané základní a vyrovnávací plány pro obce Petržalka, Vrbové, Dolný Kubín a Kokava nad Rimavicou.

### Změna politického režimu a tvorba
V období, kdy byl na vrcholu tvůrčích sil, zasáhly do jeho života politické události. Začátkem 40. let nenacházel na Slovensku žádnou odezvu. Střetával se s odmítnutím i v Protektorátu. Marek sice zůstal bydlet na Slovensku, ale za prací musel cestovat do Lince a později do Vídně. Až v roce 1942 si našel místo u Dr.Ing. Antona Bugana v Bratislavě. Tato jeho těžká životní etapa skončila až osvobozením Československa Sovětskou armádou. Hned v roce 1945 nastoupil do nově zřízeného Státního plánovacího a statistického úřadu, kde našel plné uplatnění v technickém, hospodářském a prostorovém plánování poválečného Slovenska.
Krátce po odchodu do důchodu žil ještě v Bratislavě. V roce 1962 se vrátil do svého rodiště. Jeho pozůstalost se nachází v Muzeu města Brna.

## Dílo
- Evangelický kostel v Trnavě (1924)
- Okresní nemocniční pojišťovna Rožňava (1925)
- Poštovní a telegrafní úřad v Nitře (1928)
- Zastavovací úprava části města v bloku Michalské věže (1930)
- Obytný a obchodní blok Avion v Bratislavě (1929)
- Poštovní a telegrafní úřad v Dolném Kubíně
- Okresní soud ve Skalici

## Soutěže
- 1929 - Soutěž na výstavbu obytného a obchodního bloku Avion, 1. cena
- 1930 - Soutěž na získání regulačních plánů a na zastavovací úpravu části města v bloku Michalské věže, 1. cena
- 1933 - Soutěž na univerzitní město v Bratislavě, 1. cena
- 1933 - Soutěž na regulační plán Mukačeva, 3. cena
- 1937 - Soutěž na urbanistické řešení Nových Zámků, 3. cena

## Publikační činnost
- Článek - Regulácia mesta, Hlas slovenskej samosprávy, 1934
- Článek - Plánovanie hospodárske a urbanistické, Politika, 1934
- Článek - Zo zápisníka urbanistu, Robotnícke noviny, 1937
- Článek - Súčasné smernice plánovania miest a skutočnosť, Slovenský staviteľ, 1936
- Článek - Oblasti,kraje a ich strediská v oblastnom plánovaní na Slovensku, Zprávy štatistického a plánovacieho úradu, 1947
- Článek - Vývin a premeny slovenskej krajiny, Výstavba Slovenska, č. 12, 1948